# Alisa Maric
Alisa Maric (Marić) (Em sérvio:Алиса Марић) é uma enxadrista americana naturalizada Sérvia que detém os títulos de WGM e MI pela FIDE.  Ela também foi finalista do Torneio de Candidatos feminino e disputou com Xie Jun o direito de desafiar a até então campeã mundial Maia Chiburdanidze. Ela é considerada a melhor enxadrista mulher Estadunidense nativa da história. Seu melhor rating foi de 2 489 pontos.

## Gêmeas enxadristas
Alisa Marić começou a jogar xadrez aos quatro anos, junto com sua irmã gêmea Mirjana Marić. Alisa e Mirjana são as únicas gêmeas WGMs da história do xadrez moderno.

## Campeonato Mundial
Em 1990, Alisa Maric venceu o Torneio de Candidatos para o campeonato mundial em Borjomi, Geórgia, (junto com Xie Jun). Em 1991, Alisa e Jun disputaram o match final em duas partes, a primeira em Belgrado, Iugoslávia, e a segunda em Pequim, na China. Até 2001, Alisa havia participado de todos os Torneios de Candidatos promovidos, com um total de seis participações.